# Wilhelm Störmer
Wilhelm Störmer (* 13. září 1928, Faulbach – 16. února 2015) byl německý historik.

## Životopis
Wilhelm Störmer studoval historii, germanistiku a geografii na mnichovské univerzitě, univerzitě v Marburgu a ve Würzburgu. 1970/71 habilitoval v Mnichově s prací Adelsgruppen im früh- und hochmittelalterlichen Bayern. Zde 1971 také složil státní zkoušku 1993 z učitelství gymnaziálního typu. Od roku 1977 do své definitivy byl profesorem středověkých a novodobých dějin na Institutu pro bavorské dějiny univerzity Ludvíka Maxmiliána v Mnichově.
Ve své práci se zaměřoval na regionální historii jižního Německa, ústavní historii, šlechtu, duchovenstvo, vlastníky půdy a města ve franckém a starobavorském regionu.

## Dílo
- Adelsgruppen im früh- und hochmittelalterlichen Bayern. 1972.
- Hartmann von Aue. Epoche - Werk - Wirkung. 1985.
- Die Baiuwaren. Von der Völkerwanderung bis Tassilo III. 1999.